# Социал-демократическая рабочая партия Германии
Социал-демократическая рабочая партия Германииa (нем. Sozialdemokratische Arbeiterpartei Deutschlands, SDAP) была социалистической политической партией марксистского толка в Северогерманской Конфедерации во время объединения Германии.
Основанная в Эйзенахе на Общегерманском рабочем съезде в августе 1869 года, SDAP под руководством Августа Бебеля и Вильгельма Либкнехта существовала в первые годы Германской империи. Часто называемая «Эйзенахцами», SDAP была одной из первых политических организаций, созданных среди зарождающихся немецких профсоюзов XIX века.
Её программа опиралась на революционные принципы I Интернационала в международном рабочем движении. SDAP активно боролась с консервативно-милитаристским режимом, а также выступала против влияния на рабочий класс буржуазного либерализма и лассальянства. В период Франко-прусской войны 1870—1871 эйзенахцы занимали интернационалистскую позицию и заявляли о своей солидарности с Парижской Коммуной.
Официально под своим названием SDAP просуществовала всего шесть лет (1869—1875). Однако благодаря объединению с лассальянским Всеобщим германским рабочим союзом в единую партию рабочего класса на Готском съезде 1875 года её происхождение можно проследить до современной Социал-демократической партии Германии (СДПГ).

## Происхождение

### VDAV и ADAV
SDAP была одной из первых организаций, возникших в результате профсоюзной деятельности немецких рабочих, но не самой первой. При основании группы в 1869 году быстрорастущий рабочий класс промышленной революции уже основал несколько известных ассоциаций для защиты интересов рабочих. Главными из них были Ассамблея немецких рабочих ассоциаций Леопольда Зоннеманна (Verband Deutscher Arbeitervereine, VDAV) и Всеобщий германский рабочий союз Фердинанда Лассаля (Allgemeiner Deutscher Arbeiterverein, ADAV).
Самой крупной группой была VDAV. В течение 1860-х годов он оставался в основном аполитичным, посвященным вопросам бумажника и полностью интегрированным с парадигмами либеральных экономических интересов. VDAV изо всех сил старался игнорировать политическую агитацию гораздо меньшего, но более активного ADAV Лассаля. Считалось, что лассальянцы недостаточно привержены основным экономическим вопросам. Во многом их политическая привлекательность была основана на том, что социалисты считали вызывающей тревогу воинственностью в поддержку немецкого национализма и вопроса о Великой Германии. Они демонстрировали неприятную близость к милитаристскому королевству Пруссия. В конце концов, беспорядки, вызванные войнами за объединение Германии, помогли политизировать крупные элементы ранее не затронутой VDAV. Некоторые последовали за Зоннеманом в новую умеренно социалистическую Немецкую народную партию (основанную в 1868 году), в то время как другие были готовы полностью отказаться от структуры VDAV и основать более радикальную политическую партию.

### Эйзенахцы
Собравшись в городе Айзенах в Саксонии, активисты VDAV основали Социал-демократическую рабочую партию (SDAP) 7-9 августа 1869 года. Эйзенахцы, как их стали называть, находились под руководством Вильгельма Либкнехта и Августа Бебеля.
Политический теоретик Карл Маркс оказал значительное личное влияние на недавно сформированную партию, будучи другом и наставником Бебеля и Либкнехта. Маркс и Фридрих Энгельс направили партию в сторону более марксистского социализма и приветствовали их (насколько позволяло германское законодательство) в их Международную ассоциацию рабочих (IWA).

## Платформа и организация
Большинство обозревателей обычно считали SDAP марксистским, хотя этот термин был несколько аморфным при жизни Маркса. Партия была названа таковой главным образом из-за ее членства в IWA и тесных личных отношений Либкнехта с Марксом.
Истинная природа марксизма Эйзенахера была ближе к демократическому социализму, чем коммунистические партии более поздних десятилетий. Платформа партии призывала к созданию свободного народного государства (freier Volkstaat), которое могло бы объединить частные кооперативы с государственными организациями. Партия в первую очередь поддерживала тред-юнионизм как средство, с помощью которого рабочие могли процветать в условиях капитализма.

### Der Volksstaat
Партийная пресса была жизненно важным элементом политической стратегии SDAP. Газета партии сначала называлась Demokratisches Wochenblatt (Демократическая еженедельная газета), а затем Der Volksstaat (Народное государство) и редактировалась Либкнехтом. Статья была опубликована в Лейпциге со 2 октября 1869 г. по 23 сентября 1876 г. У партии еще не было собственных типографий, но Либкнехт был амбициозен в своих усилиях по продвижению ее публикаций в качестве учебных пособий для рабочих. Хотя большинство выпусков Der Volksstaat в основном были составлены из зажигательных статей о политической ситуации в Германии, Либкнехт попытался как можно больше включить очерки политической теории, стенограммы академических лекций и даже некоторые популярные художественные произведения.

## Конгресс в Готе
Несмотря на различия, SDAP и ADAV Лассаля разделяли во многом идентичную интерпретацию социализма. Сходство было достаточно значительным, чтобы означать, что они оба регулярно находились под наблюдением и считались властями одинаково подозрительными. Обе партии соперничали за одну аудиторию среди рабочего класса, и они делали это одновременно с несколькими более умеренными либеральными организациями. Решающее различие между позициями всех групп заключалось в их приверженности праву на забастовку.

### САПД и СДПГ
Конкуренция между умеренными и радикальными фракциями достигла точки кипения, когда SDAP и ADAV Лассаля наконец объединились, чтобы сформировать единый фронт. На съезде в Готе в 1875 году новая партия слияния была переименована в Социалистическую рабочую партию Германииb (нем. Sozialistische Arbeiterpartei Deutschlands, SAPD). В результате Готская программа была смесью социалистических и либерально-капиталистических идей. Хотя это в значительной степени удовлетворило участников соглашения, новая политика была осуждена самим Марксом в язвительном эссе «Критика Готской программы» (1875 г.).
Несмотря на свою относительно умеренную позицию, организация SAPD была признана подрывной и официально запрещена Германской империей в соответствии с антисоциалистическими законами 1878 года. Под запретом члены партии продолжали успешно организовываться. После того, как запрет был снят в 1890 году, они переименовали себя в Социал-демократическую партию Германии (Sozialdemokratische Partei Deutschlands, SPD) и набрали обороты в опросах общественного мнения. К выборам 1912 года СДПГ (прямой потомок небольшой СДАП) стала крупнейшей партией Германии.

Логотип современной СДПГ

## Наследие
Хотя SDAP распалась всего за шесть лет, она стала важным катализатором в создании первой значительной рабочей партии в Германии. После Второй мировой войны члены СДПГ в Восточной Германии были вынуждены объединить усилия с Коммунистической партией, чтобы сформировать Социалистическую единую партию. На протяжении своего 41-летнего правления партия регулярно отдавала дань уважения своему марксистскому прародителю. В Западной Германии СДПГ стала одной из двух основных партий и продолжает оказывать огромное влияние в эпоху после воссоединения. Его происхождение по-прежнему восходит к SDAP в Готе и Айзенахе.

## Комментарии
- ↑  Sometimes translated as Social Democratic Labor Party of Germany. See Lindemann et al.
- ↑  Not to be confused with the Socialist Workers' Party of Germany (also SAPD) which existed from 1931 to 1945.